# Luca Camilleri
Luca Camilleri (* 25. November 2005) ist ein maltesischer Fußballspieler, der als Torwart spielt. Er steht seit Juli 2024 bei Żabbar St. Patrick FC unter Vertrag und ist zudem Nationalspieler für die U21-Auswahl Maltas.

## Karriere

### Verein
Luca Camilleri spielte in seiner Jugend bei Luxol FC und Mosta FC. Sein Profidebüt gab er mit nur 14 Jahren, 10 Monaten und 21 Tagen. Am 16. Oktober 2020 wurde er bei 1:6-Auswärtsniederlage seines damaligen Vereins Mosta gegen Gżira United in der 87. Minute eingewechselt.
Am 1. Juli 2024 wechselte er ablösefrei von Mosta zu Żabbar St. Patrick FC in die Maltese Premier League. Bei seinem neuen Klub debütierte er am 22. September 2024.

### Nationalmannschaft
Camilleri durchlief verschiedene Jugendnationalmannschaften Maltas. Für die maltesische U17-Auswahl bestritt er zwei Spiele. Für die U19-Auswahl bestritt er 12 Spiele in der U19-EM-Qualifikation und in Freundschaftsspielen.
Sein Debüt für die U21-Nationalmannschaft gab er am 7. Juni 2025 unter Trainer Davide Mazzotta.